# دربندی علیا
دربندی ژور (علیا)، روستایی از توابع بخش چاپشلو شهرستان درگز در استان خراسان رضوی ایران است.

## جمعیت
این روستا در دهستان میانکوه قرار دارد و براساس سرشماری مرکز آمار ایران در سال ۱۳۸۵، جمعیت آن ۵۹۹ نفر (۱۲۸خانوار) بوده‌است. همچنین براساس این سرشماری، در دهستان میانکوه که شامل 22 روستا است ، دربندی علیا دومین روستای پرجمعیت است و همچنین در میان 11 روستای بالای صدنفر جمعیت این منطقه، از نظر میزان باسوادی، روستای دربندی علیا با 85درصد جمعیت باسواد، بیشترین درصد باسواد را داراست.

## موقعیت جغرافیایی
دربندی ژور روستای زیبایی در منطقه میانکوه واقع در جنوب شهرستان درگز است که تا مرکز شهر 50 کیلومتر فاصله دارد.این روستا به علت آب و هوای بسیار خوب و طبیعت بکر و نابش از دیرباز مورد توجه مردم منطقه بوده است. رودخانه پر آبی از وسط آن می‌گذرد هم چنین دارای چشمه های آب شیرین فراوان می باشد باغات سرسبز بسیار و آب و هوای معتدل و کوه های بسیار زیبا و سر به فلک کشیده دره مشجر و پر آب و... از جذابیت های طبیعی دیگر این روستای زیبا هستند.
زبان : کردی (کرمانجی)
اب و هوا : سرد کوهستانی
شغل اهالی : کشاورزی و دامداری
محصولات کشاورزی : سیب درختی. سیب زمینی . انگور . هلو .گردو . گلابی . غلات . زردالو و سایر محصولات ابی و دیمی....